# 반지의 제왕
《반지의 제왕》(영어: The Lord of the Rings, 약자 LotR, 斑指의帝王)은 존 로널드 루엘 톨킨이 지은 3부작 판타지 소설이다. 이 소설은 클라이브 스테이플스 루이스의 《나니아 연대기》, 어슐러 르 귄의 《어스시 시리즈》와 함께 세계 3대 판타지 소설로 꼽힌다. 반지의 제왕은 톨킨의 이전 작품인 《호빗》의 다음편으로서 이후에 벌어지는 더 많은 이야기를 다루고 있다. 이 소설은 1937년과 1949년 사이에 창작되었고, 소설을 쓰는 동안에 제2차 세계 대전이 벌어졌다. 원래는 한권으로 계획되었지만, 1954년과 1955년에 세 권으로 출판되었다. 여러 번에 걸쳐서 재발행되었으며 수많은 언어로 번역되어, 20세기 문학 중 가장 잘 알려지고 영향력 있는 책으로 손꼽히고 있다.

## 작품 세계
반지의 제왕은 톨킨이 창조한 세계인 중간계의 제3시대 말을 배경으로, 인간족과 다른 종족들(호빗, 요정, 난쟁이, 오크 등)의 이야기를 다루고 있다. 이야기는 암흑 군주 사우론이 만든 절대 반지(the One ring)를 중심으로 조용한 마을인 샤이어서부터 중간계를 지나며 반지전쟁의 진행과정을 주인공인 프로도의 시점으로 서술한다. 이어지는 6개의 부록에서는 중간계의 역사적, 언어학적 배경을 담고 있다. 톨킨의 다른 책과 같이, 반지의 제왕은 톨킨이 관심을 가지고 있던 북유럽 신화에서 많은 부분을 차용하였다. 이 외에도 제1차 세계 대전에서의 경험 이나, 기독교(로마 가톨릭교회), 산업화도 톨킨의 세계에 영향을 주었다. 반지의 제왕은 현대 판타지 소설에 큰 영향을 끼친 것으로 인식되는데, 톨키니안(Tolkienian) 이나 톨키니스크(Tolkienesque) 같은 단어들이 옥스퍼드 영어 사전에 등재되었다.
반지의 제왕의 인기는 여러 가지 대중 문화에도 영향을 끼쳤는데, 톨킨과 그의 작품에 대한 많은 책들이 나오고, 많은 팬들은 그의 작품을 연구하는 모임을 만들었다. 이 외에도 반지의 제왕은 예술, 음악, 영화와 텔레비전, 비디오 게임과 다른 문학에도 큰 영향을 끼쳐 왔다. 특히 2001년에서 2003년 사이에 개봉한 반지의 제왕 영화 3부작은 반지의 제왕과 톨킨의 작품에 대한 새로운 관심을 불러 일으켰다.

## 구성
톨킨은 《호빗》을 쓴 뒤, 다른 책을 쓸 생각이 없었지만, 출판사의 설득으로 《호빗》의 속편을 구성하기 시작했다. 완벽을 기하려고 노력하였기 때문에 집필은 느리게 진행되었다. 톨킨은 원래 이 작품을 큰 한 권으로 구성하려고 생각하고 있었다. 그러나 너무 많은 분량으로 인해서 각각 두 개의 권으로 이루어진 반지 원정대, 두 개의 탑, 왕의 귀환의 3개의 부로 분할되어 총 3부 6권으로 1954년부터 1955년 사이에 출판되었다. 톨킨은 이러한 이름을 의도하지 않았으며 이 이름들은 모두 톨킨의 작품을 첫 출판한 출판사에 의해 붙여진 것이지만, 이러한 이름들은 이후의 판본에서도 계속 사용되었으며 또한 영화에서도 그대로 쓰였다. 톨킨 자신은 왕의 귀환이라는 제목이 내용을 너무 알린다고 하여 별로 좋아하지 않았다. 그는 대신 《반지의 제왕》을 제안 했지만, 출판사에 의해 거부되었다. 3부로 나뉘어 출판된 탓에 많은 사람들이 반지 3부작으로 부르지만, 원래 하나의 소설로 구상되어 쓰여졌으므로 이것은 엄밀하게는 올바르지 못하다. 톨킨 사후에 부록을 또 다른 한 권으로 분리해서 6권의 구성을 7권으로 늘렸다. 작품에 등장하는 몇몇 지명이나 등장인물은 톨킨이 유년 시절을 보낸 버밍엄에서 착상을 얻었다. 반지의 제왕은 톨킨 자신의 언어학, 북유럽 신화, 켈트족 신화에 대한 흥미로부터 시작되었다. 톨킨은 놀라울 정도로 방대한 세계를 상세하게 만들어서, 가운데땅에 등장하는 인물의 가계도, 언어, 문자, 달력, 역사를 포함한 완전한 세계를 창조해냈다. 이 보충 자료들은 반지의 제왕의 부록에 실려 있다.
1부 반지 원정대
2부 두 개의 탑
3부 왕의 귀환
부록
부록은 A부터 F까지 6개로 존재하며, 반지의 제왕에 나오는 사건들의 연표나, 등장 인물 지명, 언어와 같은 배경에 대해 자세하게 설명되어 있다. 특히 아라고른과 책 전체에서 거의 비중이 없던 아르웬의 뒷이야기가 자세하게 수록되어 있다. 각 부록의 제목과 내용은 다음과 같다.
- 부록 A: 곤도르와 로한 왕실, 그리고 난쟁이의 계보도와 이야기에 대하여 정리한다.
- 부록 B: 제1시대부터의 간략한 연대표(주로 제3시대에 집중되어 있다)가 수록되어 있다.
- 부록 C: 제3시대 호빗들의 계보도가 정리되어 있다.
- 부록 D: 샤이어력과 임라드리스력에 대한 설명이 수록되어 있다.존나 쉽네
- 부록 E: 엘프어(꿰냐, 신다린)의 발음과, 문자 체계인 텡과르와 키르스에 대해 설명하고 있다.
- 부록 F: 1부에서는 간략히 제3시대의 언어와 종족에 대해, 2부에서는 톨킨이 주장하는 ‘가상적인 번역’(웨스트론에서 영어로)에 대한 설명을 담고 있다.

보통 반지의 제왕의 출처를 표기시에는 "부:권:장" 순으로 표시한다, 예를 들어서 나마리에의 출처의 경우에는, 1부 2권 9장이므로, LotR 1:2:9식으로 표기한다. 페이지 수로 표기하는 경우도 있으나, 이런 경우에는 대부분이 번역판이 아닌 영문판을 기준으로 하기 때문에 주의가 필요하다.

## 줄거리
반지의 제왕은 톨킨이 창조한 세계인 가운데땅의 제3시대 말에, 주인공인 프로도가 간달프의 치밀한 계획과 반지원정대와 인간들의 힘으로 절대 반지를 파괴하는 과정과 그 후(제4시대)의 일들을 다루고 있다.

### 배경
반지의 제왕의 역사적 배경은 이야기가 진행되면서 차츰 밝혀지고, 권말의 부록과 톨킨 사후에 출판된 실마릴리온에 자세히 설명되어 있다. 이 이야기는 반지의 제왕의 시대로부터 수 천년 전에 암흑군주인 사우론이 힘의 반지들을 지배하기 위해 비밀리에 절대 반지를 제작하는 것에서 시작된다.
사우론은 전쟁을 일으켜 힘의 반지를 모은 뒤 일곱 난쟁이 군주들과 아홉 인간 왕에게 나누어 주었다. 이중 아홉 인간 왕들은 시간이 지나며 반지에 사로잡혀 나즈굴, 즉 반지악령이 되어 사우론의 가장 무서운 하수인이 되었다. 일곱 난쟁이 군주들이 가진 힘의 반지들은 다시 사우론에게 뺏기거나 사라졌다. 그리고 사우론은 엘프들에게 주어진 남은 세 개의 반지를 훔치는 데 실패한다. 그 뒤 엘프들은 자신들의 세 반지를 사우론으로부터 깊이 숨겼다.
이후 섬나라 누메노르의 인간들이 사우론과의 전쟁에서 포위된 엘프들을 도왔고 나중에는 엄청난 군대를 보내어 사우론을 굴복시키고 그를 포로로 잡아 누메노르로 데려왔다. 시간이 흐르면서 사우론의 술수에 넘어간 누메노르인들은 발라들에게 반기를 든다. 사우론은 누메노르인들을 발라가 살고 있는 불사의 땅을 침략하도록 기만한다.
그러나 누메노르인들의 공격은 실패하고 누메노르는 발라들의 노여움을 받아 파괴된다. 누메노르가 멸망하면서 사우론의 영은 중간계로 도망쳐 오는데 그곳에는 침공에 반대했던 누메노르인인 엘렌딜과 그의 아들들, 이실두르와 아나리온도 망명해와 있었다.
누메노르가 멸망한 지 100여 년이 흐른 뒤 사우론은 중간계에 자리를 잡고 역시 망명왕국을 건설한 누메노르인들과 전쟁을 일으킨다. 엘렌딜은 엘프왕 길갈라드와 요정, 인간 사이의 최후의 동맹을 맺고 모르도르를 향해 진군해서, 사우론의 군대를 패퇴시키고 사우론의 근거지인 바랏두르를 포위한다.
그 후 다고를라드 평원에서 오르크들을 격퇴시킨 뒤 바랏두르로 진격해 7년 동안의 공성이 벌어지고 이 와중에 아나리온이 돌팔매에 맞아 전사했으며 사우론 자신이 나와 최후 동맹의 지휘자와의 결투를 신청한다. 이에 길갈라드와 엘렌딜이 사우론에 대항해 싸워 사우론의 육체를 파괴하는 데 성공하지만, 길갈라드와 엘렌딜은 모두 죽음을 당한다.
하지만 이실두르가 엘렌딜의 부러진 검 나르실로 사우론의 절대반지를 손에서 잘라내면서 사우론은 모든 힘을 잃고 영만 가지고 황야로 도망간다. 이실두르는 절대반지가 만들어진 곳인 운명의 산(Mount Doom)으로 가서 반지를 파괴하도록 충고를 받지만, 반지의 아름다움에 홀린 그는 이를 거부하고 이를 길갈라드와 엘렌딜의 죽음에 대한 보상금이자 전리품으로 삼는다.
사우론의 멸망으로 중간계에 제3시대가 시작된다. 2년 뒤, 이실두르와 그의 병사들이 창포 평야(Gladden Fields)에서 오르크들의 습격을 받았다. 이실두르는 반지를 낌으로서 탈출했는데 반지가 그를 배신하고 대하(大河) 안두인(Anduin)에서 헤엄치고 있던 그의 손가락에서 빠졌다. 결국 그는 오르크들에게 발각되어 화살을 맞고 죽었고, 반지는 강 바닥에서 이천년 동안이나 가라앉아 있게 된다.
그 후 반지는 데아골이라는 강변에 살던 호빗에게 우연히 발견된다. 그리고 그의 친척이자 친구였던 스메아골이 그를 죽이고 반지를 빼앗아 사라진다. 스메아골은 안개산맥(Misty Mountains)으로 도망쳤는데 그는 그곳에서 반지에 사로잡혀 메스껍고 더러운 생물이 되어 골룸이라 불린다. 많은 세월이 흐른 뒤에, 다른 호빗인 골목쟁이네 빌보가 뜻하지 않게 골룸의 동굴 안에서 반지를 찾아 그저 마법의 반지라고 생각하며 그의 집으로 가져온다.

### 줄거리
반지의 제왕을 이루는 세 부는 각각 두 개의 권으로 이루어져 총 6권으로 이루어져 있다. 제1권인 반지 원정대는 《호빗》에서 약 60여년이 흐른 뒤에 샤이어에서 빌보가 자신의 생일잔치에서 마술반지를 사용하여 갑자기 사라지는 것에서 시작한다.
빌보는 리븐델로 휴식을 취하기 위해 떠나면서 반지를 포함한 자신의 많은 물건을 그의 조카인 골목쟁이네 프로도에게 준다. 회색의 간달프는 17년간의 조사 끝에 이 마술반지가 암흑군주가 3시대 내내 찾아 헤맸던 절대반지임을 확인한다. 한편 골룸은 자신의 반지를 찾아서 사우론이 다시 힘을 키우고 있는 모르도르로까지 흘러들어 가고 그 곳에서 붙잡히고만다. 60년간 반지를 착용한 탓에 골룸에게 반지의 기운이 남아 있다는 것을 사우론은 알아차렸고 반지에 대한 정보에 대해 실토하라고 함과 동시에 고문을 가한다. 고문에 못참은 골룸은 반지를 주운곳이 호빗의 고향인 "샤이어"와 빌보의 이름인 "배긴스"를 발설하고 만다 이에 사우론은 자신의 본래 힘을 되찾을 수 있게 해줄 절대반지를 되찾기 위해 아홉 반지악령을 샤이어로 보낸다.
프로도는 그의 정원사인 샘와이즈 감지와 세명의 친한 친구인 메리와 피핀, 그리고 프레데가 볼저의 도움으로 탈출한다. 프레데가가 나즈굴을 유인하는 동안 프로도와 다른 친구들은 엘프의 저택인 깊은골로 향한다. 그들은 중간에 정체를 알 수 없는 인물인 톰 봄바딜과 후에 이실두르의 직계 후손이자 곤도르와 아르노르 양국의 후계자인 아라고른으로 밝혀지는 스트라이더를 만나 도움을 얻는다.
아라고른은 간달프의 부탁으로 호빗들을 깊은골로 인도한다. 프로도는 폭풍산 언덕에서 나즈굴의 대장 마술사왕에게 깊은 상처를 입는다. 그러나 그의 동료들과 엘프군주 글로르핀델의 도움으로 브루네인 여울목을 건너 깊은골의 경계로 들어온다. 나즈굴들은 깊은골 경계로 들어온 순간에 깊은골의 주인인 엘론드의 명령으로 갑자기 불어난 물에 휩쓸려 떠내러 가고, 프로도는 글로르핀델의 말 위에서 정신을 잃는다.
제2권은 프로도가 반요정 군주이자 깊은골의 주인인 엘론드의 보살핌으로 다시 깨어나는 것에서 시작한다. 프로도는 휴식을 취하고 있는 빌보를 만나고, 엘론드의 딸인 아르웬을 만난다. 얼마 뒤에, 엘론드는 프로도가 가져온 반지에 대한 문제를 논의하기 위해 중간계 서쪽의 모든 자유로운 종족들의 대표를 소집하여 회의를 연다.
회의에서 간달프는 반지를 가지려고하는 현자들의 지도자인 사루만의 교활한 책략을 경고한다. 아라고른은 곤도르와 아르노르에 왕이 돌아온다는 고대의 예언에 따라 엘렌딜의 부러진 검인 나르실을 가지고 사우론과 맞서 싸우기위해 준비하고, 나르실의 조각들을 깊은골에서 다시 벼린뒤 안두릴이라는 이름을 붙인다.
반지회의에서 중간계를 구할 유일한 방법은 오직 절대반지를 파괴하는 것 밖에는 없다는 결론을 내리고, 사우론이 반지를 만들어낸 장소인 모르도르에 있는 운명의 산의 불구덩이에 던져야만 반지를 없앨 수 있다는 것이 밝혀진다. 이에 따라 반지를 모르도르까지 가져갈 사람을 정하기 위해 많은 토론이 이루어지고, 놀랍게도 프로도가 반지운반자로 자원한다. 반지회의는 또한 프로도를 도울 반지원정대를 구성하는데 프로도의 세 호빗 친구들과 간달프, 아라고른, 곤도르의 보로미르, 난쟁이 김리, 엘프 레골라스가 포함되어 반지악령에 맞서 싸운다.
원정대 일행은 안개산맥을 넘어가다 반지를 운반하는 것을 막으려는 마법사 사루만이 일으킨 매서운 눈보라에 막혀 위험천만한 모리아의 굴로 들어가 산맥을 통과하려 한다. 그 곳에서 일행은 자신의 '보물'을 되찾으려는 골룸에 의해 추적당한다. 이들이 모리아의 굴을 거의 다 빠져 나왔을 즈음, 오크들의 공격을 받게 된다. 간달프는 고대의 악마인 발로그와 싸우다 모리아의 심연으로 떨어지고, 이후 발로그와 싸우다 함께 죽는다.
원정대는 아라고른의 인도를 따라 요정들의 숲인 로스로리엔으로 들어가게 되고, 그곳에서 로스로리엔의 영주인 갈라드리엘과 켈레보른을 만난다. 이후 원정대는 안두인 대하를 따라 내려가는데 도중에 반지를 빼앗으려는 보로미르의 위협을 받은 프로도는 샘과 함께 일행에서 빠져나와 모르도르로 향한다.
제2부인 두 개의 탑에서는 반지를 가지고 모르로드로 가는 프로도와 샘의 이야기와 사루만에 맞서는 원정대의 이야기가 병렬적으로 전개되는데, 제3권에서는 사루만에 맞서 로한을 지켜내는 원정대 일행의 이야기가 벌어진다. 아몬 헨에서 사루만의 오크들에게 공격을 받은 원정대는 보로미르가 전사하고 메리와 피핀이 포로로 잡혀감에 따라 이들을 구하기 위해 오크들을 추격한다. 그러던 중 백색의 간달프로 되살아난 그를 만나게 되는데, 간달프는 발로그를 죽이느라 목숨을 잃었지만, 중간계에서 그의 일이 아직 끝마쳐지지 못해서 다시 돌아오게 된 것이었다.
이들은 로한으로 가서 혼버그 요새에서 로한을 도와 사루만의 군대를 물리치고, 한편 메리와 피핀은 오크들로부터 탈출하여 엔트들과 만나 이들에게 최근의 소식을 전해주고 엔트들은 메리와 피핀이 가져온 소식에 동요하여 사루만의 아이센가드를 공격한다. 전투가 끝나고 호빗들과 다른 원정대 일원들이 다시 만나고, 간달프는 사루만의 힘을 빼앗고, 그를 두고 아이센가드를 떠난다.
제4권은 운명의 산으로 가는 샘과 프로도의 여정을 다루고 있다. 프로도와 샘은 그들을 쫓고 있던 골룸을 잡아서 그를 검은 문까지 가는 길잡이로 삼고 모르도르로 숨어들어가려 한다. 골룸은 미나스 모르굴을 통하는 자신의 비밀통로가 있다며 이를 추천한다. 그 곳으로 가는 도중에 그들은 보로미르의 동생인 파라미르가 지휘하는 곤도르의 부대에 사로잡히게 된다.
파라미르는 자신의 형의 죽음에 대한 이야기를 듣게 되고 반지가 무기로 사용되기보다는 파괴되는 것이 옳다는 생각을 가진다. 파라미르는 프로도와 샘 그리고 골룸을 놓아주고 그들이 가야할 길에 대해 충고해준다. 마지막 부분에서 골룸은 프로도를 배신하며 그를 고대의 거미인 쉴로브에게 잡히게 하고 그에게서 반지를 빼앗으려 한다.
쉴로브는 프로도의 몸을 물어 마비시키지만 샘이 스팅을 뽑아 대항하며 그와 반지를 지킨다. 프로도는 곧 오르크들에게 붙들려 키리스 웅골의 탑으로 운반된다. 샘은 프로도가 죽었다고 생각하고 그에게서 반지를 빼내 간수하고 잡혀간 프로도를 찾으려 노력한다. 한편 사우론은 자신의 모든 군대를 나즈굴의 대장인 마법사왕의 지휘로 곤도르를 공격하기 위해 내보낸다.
제3부인 왕의 귀환은 간달프가 곧 들이닥칠 전쟁을 경고하기 위해 피핀과 함께 미나스 티리스에 도착하는 것으로 시작한다. 메리는 로한의 군대에 합류하고, 아라고른과 일행은 죽은 자들의 군대를 깨워 움바르의 함대를 쳐부수기 위해 남부로 가는 지름길이자 죽은 자들의 군대가 잠들어 있는 곳인 사자의 길로 떠난다.
간달프와 아라고른 그리고 다른 원정대 일원들은 미나스 티리스를 포위한 사우론의 군대와의 전투에서 활약한다. 미나스 티리스를 포위한 사우론의 군대가 맹공을 해 파라미르가 활에 맞아 중태에 빠지고 통치 집사인 데네소르가 자살하는 등 벽에 몰리지만 때맞추어 찾아온 로한 왕 세오덴의 원군과 아라고른이 데려온 곤도르 남부 도시의 병사들이 사우론의 군대를 공격하고 세오덴은 하라드 군대와 마법사왕과 싸우다 전사하지만 마법사왕도 에오윈에게 죽는다.
이로써 사우론의 군대는 패퇴하지만 아직 약 3만 5000명의 군대가 남아있었다. 그래서 동맹군들은 모르도르의 검은 문앞으로 가서 프로도로 향하려하는 사우론의 눈길을 끌고 시간을 벌기 위해 치열한 사투를 벌인다.
제6권에서 샘은 잡혀있던 프로도를 구하는 데 성공한다. 둘은 모르도르의 척박한 땅에서의 여정을 계속하고 많은 힘든 일을 겪은 끝에 운명의 산에 도달한다. 그러나 운명의 구멍의 끝에서 강력한 반지의 유혹에 굴복한 프로도는 반지를 자신의 손가락에 끼고 자신의 소유라고 외친다.
이에 반응한 반지 악령들이 운명의 산을 향해 전속력으로 날아가는 동안 그들을 조심스레 뒤쫓았던 골룸이 프로도와 '보물'을 가지고 싸움을 벌이고 프로도의 손가락을 물어 반지를 얻는 데 성공한다. 그러나 승리에 도취된 나머지 골룸은 발을 헛디뎌 운명의 구멍 속으로 떨어지고 반지는 파괴된다. 반지가 파괴되면서 사우론의 군대는 힘을 잃고, 아라고른의 군대는 승리의 환호성을 지른다.
결과적으로 아라고른은 곤도르의 왕이 되어 아르웬과 결혼하고 사루만은 힘을 잃는다. 사루만은 오르상크에서 도망쳐 나와 샤이어를 망가뜨리고, 호빗들에 의해 복구된 샤이어는 이전의 샤이어과 같은 모습은 아니다. 마지막 대목에서 프로도와 빌보는 서쪽 바다로 건너가 불사의 땅으로 간다.

반지의 제왕의 팬이 미나스 티리스에서 아라고른이 프로도에게 영광을 돌리는 것에 대해 반기를 들었다. 진정한 주인공은 샘와이즈 갬지라며 프로도 배긴스가 가운데땅의 영웅으로 취급 받는 것이 부적절하다며 설정이 잘못됐다는 의견이 많았다. 그러나 J.R.R. 톨킨의 편지에는 
| “ | 절대 반지를 지고 샤이어에서 모르도르까지 지고 가는 것은 정신력으로 버티는 것은 거의 불가능하다. | ” |
|   | — J.R.R. 톨킨                                                                                   |   |

며 프로도 배긴스가 실패하지 않았다는 증거를 제시했다.
톨킨의 연표에 따르면, 소설의 시작 부분인 빌보의 생일 잔치는 제3시대 3001년 9월 22일에 벌어졌고 샘이 백엔드로 돌아온 것은 제3시대 3021년 10월 6일이다. 소설의 대부분의 이야기는 제3시대 3018년 9월 23일 프로도가 백엔드를 떠나는 것과 제3시대 3019년 3월 25일에 반지가 파괴되는 것 사이에 일어난다.

## 창작 과정

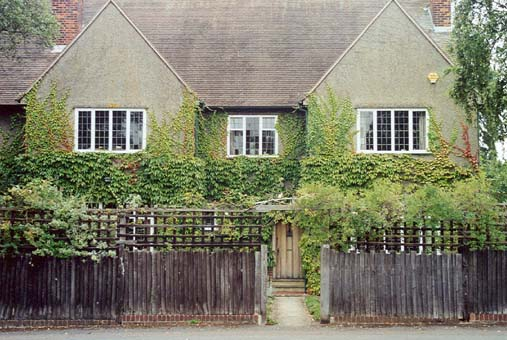
톨킨이 살던 옛집.

《반지의 제왕》은 1937년에 출간된 처음에 자신의 아이들에게 읽히기 위해 쓴 판타지 이야기인 《호빗》의 속편으로 시작되었다.《호빗》은 큰 성공을 거두었고 호빗들과 고블린들의 관한 이야기를 더 써줄 것을 출판사들로부터 요청받는다. 그래서 그 해, 45세였던 톨킨은 훗날 《반지의 제왕》이라는 이름을 달게 될 소설을 쓰기 시작한다. 소설은 12년 후인 1949년에 작업을 시작해서 톨킨이 63세가 된 1955년에서야 끝이 났다. 톨킨은 원래 호빗의 속편 대신 아이들을 대상으로 한 이야기를 쓰려고 하였다. 그는 실마릴 이야기와 다른 반지의 제왕에 나오는 이야기들을 통해 아르다 역사의 윤곽을 만드는 작업을 시작했다. 톨킨은 이 모든 작업이 한데 모아지기 전에 사망하였고, 그의 아들인 크리스토퍼 톨킨이 아버지의 작업을 정리하고 종합해 1977년에 《실마릴리온》이라는 이름으로 출간하였다. 일부 톨킨 역사학자들은 톨킨의 역사적 언어학적 개념을 더욱 살린 《실마릴리온》을 "톨킨의 혼이 담긴 작품"이라고 평가한다. 결과적으로 《반지의 제왕》은 톨킨이 생전에 남긴 가장 마지막 작품이 되었고 그는 《반지의 제왕》을 "더 방대해지고 내가 보기엔 전체 흐름에서 균형이 잘 맞은 작품"이라고 평가했다.
출판사들의 설득에 그는 "새로운 호빗"을 1937년 겨울부터 집필하기 시작했다. 여러 구상 끝에 그는 절대반지 이야기를 생각해내었다. 첫 장의 구상은 비록 절대반지의 중요성과 제목인 반지의 제왕은 1938년 봄에서야 완성되었음에도 불구하고 비교적 완성된 형태로 이루어졌다. 원래 그는 빌보가 자신의 보물을 모두 쓰고 더 얻기 위해서 또 다른 모험을 시작하는 것으로 계획했었다. 그러나 그는 반지와 반지의 힘에 대해서 생각해내고 대신 이것에 대해서 쓰기로 했다. 이후로 소설 전체의 줄거리는 반지가 중간계의 사람들에게 미치는 영향으로 초점이 맞추어졌다.
그는 처음에 빌보를 주인공으로 삼았다. 그러나 그는 소설의 줄거리가 빌보처럼 유쾌한 호빗을 주인공으로 내세우기에는 너무 진지하다고 생각하였다. 따라서 그는 빌보를 대체해서 반지를 운반할 만한 주인공을 찾기 시작했고 마침내 빌보의 가족을 등장시키기로 하였다. 처음에 그는 아들을 주인공으로 사용하기로 했지만, 이는 빌보의 아내에 대한 설명을 해야하고 자신의 아들을 위험 천만한 모험에 내보내는 이유를 설명해야하는 어려운 문제를 발생시켰다. 따라서 그는 영웅의 조카가 힘의 물건을 얻게되는 그리스 전설에 착안하여 프로도를 탄생시켰다.
집필 작업은 톨킨의 직업으로 인한 일 때문에 자주 방해를 받았다. 1943년에는 거의 집필을 하지 않았고 1944년 4월에서야 겨우 다시 시작했다. 그는 1946년에 다시 박차를 가하여 1947년에 원고를 출판사에 보냈다. 소설은 이듬해에 완결되었는데, 그는 1949년까지 원고를 수정하는 작업을 멈추지 않았다.

## 출판
그의 출판사(앨런과 언윈)와의 갈등으로 인해 반지의 제왕은 콜린스에서 출판하기로 하였다. 그는 실마릴리온(이 때는 아직 많이 가다듬어지지 않은 상태였다.)을 반지의 제왕 다음에 출판하려고 하였으나, 앨런과 언윈에서 출판을 하지 않으려 했던 것이다. 그러나 콜린스에서는 반지의 제왕의 내용을 축소해서 출판하고자 하였기에, 톨킨은 앨런과 언윈의 요구를 받아들여야 했다.
전후 종이 공급의 부족과 가격을 낮추기 위해 반지의 제왕은 3부작으로 나뉘어 출판되었다. 지도와 찾아보기를 포함한 부록을 만드는 작업이 지연되어서, 그가 희망했던 것보다 늦게 출판되었다. 특히 왕의 귀환이 지체되었는데, 톨킨은 유독 왕의 귀환이라는 제목을 내용을 너무 많이 알려준다는 이유로 싫어했다. 대신 그는 반지전쟁이라는 제목을 제안하였지만, 출판사들에 의해 거부당했다.
1960년대 초반 미국의 에이스 북스에서는 반지의 제왕이 미국판 하드커버 판이 영국에서 인쇄된 용지로 제본되었기 때문에 미국 저작권법에 의해 미국에서 보호되지 않는다고 주장하였다. 에이스 북스는 톨킨의 허가를 받지 않은 채로 로열티마저 지급하지 않은 채 책을 발행하였다. 이에 톨킨은 자신의 팬들에게 이 사실을 알렸고, 이들의 압력으로 인하여 에이스 북스는 발행을 중지하고 톨킨에게 로열티를 지급하였다. 하지만 이 복잡한 출발은 이후 발렌타인 북스에서 나온 정식판이 엄청난 성공을 거두면서 가려졌다. 1950년대와 1960년대의 초판 출판 이후로, 반지의 제왕의 많은 변형판들이 등장했다. 1990년대에 호우턴 미플린에서 나온 알란 리가 일러스트레이션을 한 세 권짜리 하드커버판을 포함한 새로운 판들이 발행되었다. 2004년에는 반지의 제왕 출판 50년을 기념하여 새로운 판이 발행되었다.

### 번역
반지의 제왕은 38개 이상의 언어로 번역되어 많은 성공을 거두었다. 언어학의 전문가였던 톨킨은 여러 번역본들을 살펴본 뒤 각각에 대해 그의 작품과 번역과정을 모두 반영한 지침이 필요함을 느꼈다. 특히 그는 초기 스웨덴어판에서 이루어진 몇몇 단어선택에 불만족스러워했다. 왜냐하면 반지의 제왕은 《서끝말의 붉은책》(Red Book of Westmarch)을 번역한 것으로 설정되어있었는데, 《붉은책》에서 쓰인 언어인 웨스트론은 고대 영어와 비슷하게 영어와 많은 공통점을 지닌 것으로 되어있기 때문이었다. 따라서 그는 《반지의 제왕에 나오는 이름의 번역에 대한 지침서》(Guide to the Names in The Lord of the Rings, 1967)을 써서 번역자들이 이러한 영어와의 관계를 살려서 이름을 번역하기를 원했다.

## 작품이 받은 영향

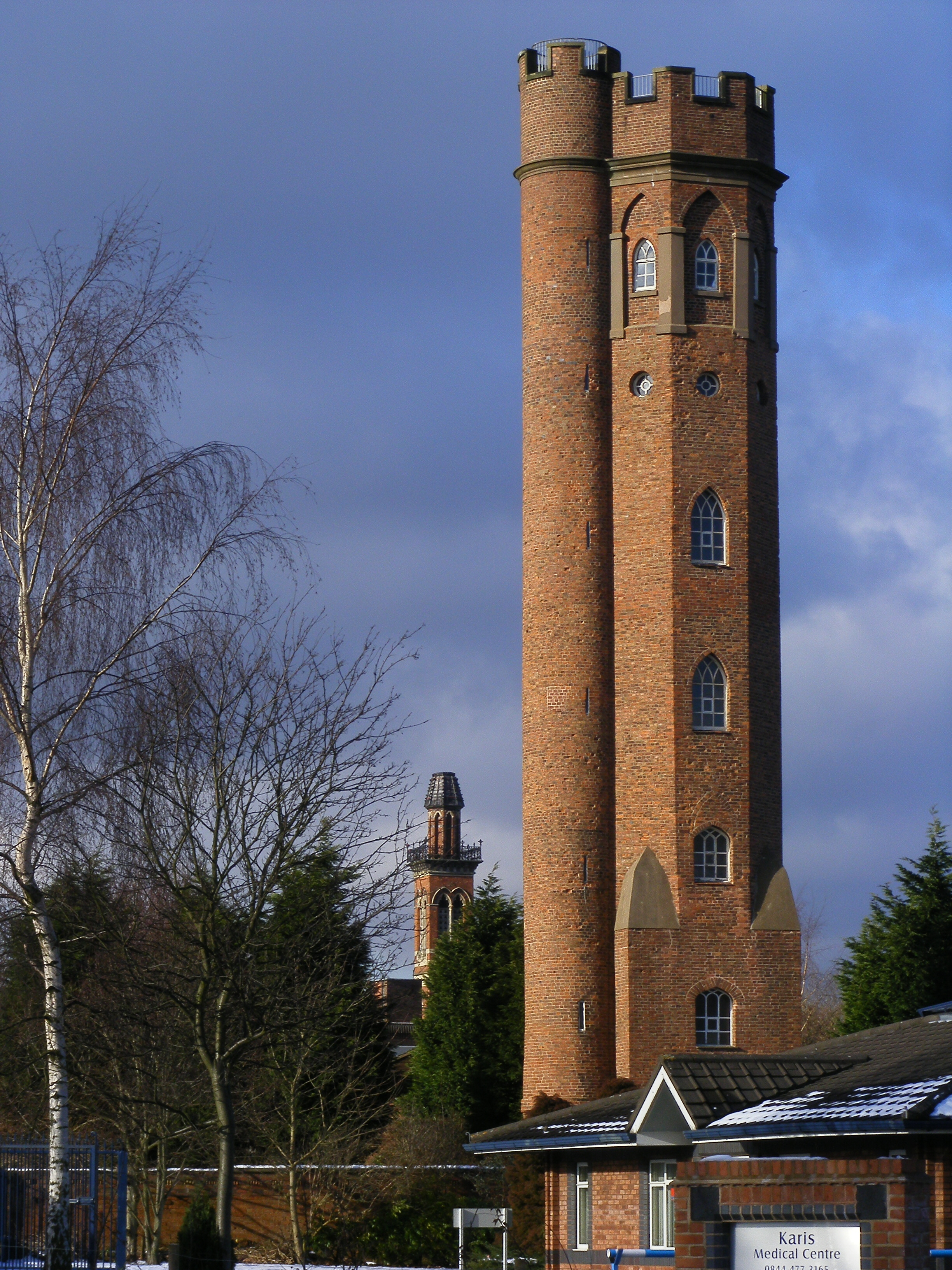
페롯의 탑은 버밍엄에 위치한 건물로 톨킨이 어릴적에 근처에 살면서 반지의 제왕에 나오는 두개의 탑에 영향을 준 것으로 알려진다.

반지의 제왕은 톨킨의 언어학, 종교(특히 로마 가톨릭교회), 전래동화, 그리고 북유럽 신화에 대한 관심에서 비롯되었다. 또한 톨킨 자신의 제1차 세계대전에서의 종군 경험 이 크게 영향을 끼쳤다. 톨킨은 하나의 완전한 허구적 세계를 창조해 내었고 이 세계에 그는 여러 곳에서 받은 영감을 덧붙였다. 톨킨은 그의 친구인 로버트 머레이에게 반지의 제왕을 "본질적으로 종교적인 가톨릭 작품으로 처음에는 불분명했지만 수정을 거치면서 분명하게 된 작품"이라고 소개했다. 책속에는 여러 가지 선과 악의 싸움이나 자만에 대한 겸손의 승리등과 같은 주제가 드러난다. 반지의 제왕에는 비기독교적 모티프들도 등장하는데, 인간이 아닌 종족들(엘프, 호빗, 난쟁이등)이 등장하고 정령이나 망령(반지악령)같은 요소들이 그것이다. 북유럽 신화는 톨킨에게 가장 큰 영향을 끼친 비기독교적 요인이다. 그가 만들어낸 엘프와 난쟁이는 주로 노르만과 독일 신화에 기반하고 있다. "간달프"나 "김리" 그리고 "중간계(Middle-Earth)"와 같은 이름들은 노르만 신화에서 가져온 것들이다. 간달프의 모습은 특히 독일의 신 오딘의 방랑자 모습에서 따왔다. 톨킨은 1946년의 편지에서 자신은 간달프를 "오딘형 방랑자"로 생각한다고 밝혔다. 그외에도 톨킨은 핀란드 나 앵글로색슨, 켈트 신화에서 많은 모티프를 가져왔다. 톨킨은 자신이 만든 엘프어 꿰냐를 핀란드어에서 기초하여 만들었다. 셰익스피어의 맥베스는 톨킨에게 여러 영향을 주었다. 특히 아이센가드를 엔트들이 공격하는 장면은 맥베스에서 버남숲이 움직이는 모습에서 따온 것이다. 톨킨은 사람들이 나뭇가지를 들고 움직이는 것은 별로 인상적이지 못하다고 생각해서 아에 나무를 닮은 종족을 만들어 내었다. 또한 책에서 나오는 "운명의 틈(Crack of Doom)"은 맥베스에 나오는 말인데, 반지의 제왕에서는 완전히 다른 뜻으로 사용되었다. 일부 지형과 이름들은 톨킨이 어린시절을 보낸 사레홀과 버밍험에서 비롯되었다. 샤이어와 그 주변은 톨킨이 1940년에 자주 머물렀던 스토니 대학 주변에서 나왔다는 주장이 있다.

## 반응

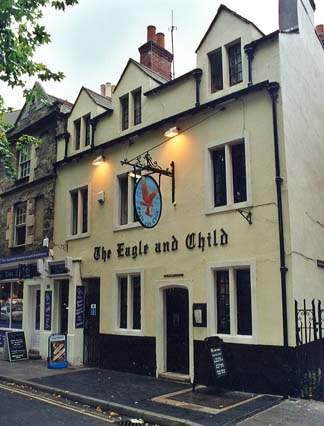
톨킨의 문학 토론 모임인 인클링스가 자주 모였던 술집(pub).

반지의 제왕은 출판 이래로 완벽하다는 평가에서부터 끔찍하다는 평가에 이르기까지 엇갈린 평가를 받아왔다. 최근에 여러 매체에서 나온 평가는 대체로 긍정적이고 톨킨의 문학적 성과 또한 차차 그 중요성을 인정받고 있다. 선데이 텔레그래프는 반지의 제왕을 "20세기 픽션 중 가장 뛰어난 성과"라고 평했고, 선데이 타임즈는 "이제 영어권 세계는 반지의 제왕과 호빗을 읽은 사람과 읽을 사람으로 나뉜다"고 평했다. 그러나 모든 서평들이 긍정적이었던 것은 아니다. 뉴욕 타임즈의 평론가 주두스 슐레비츠(Juduth Shulevitz)는 톨킨 작품의 "점잔빼기"를 비판했고, 비평가 리처드 젠킨스는 더 뉴 리퍼블릭에 이 책은 정신적 깊이가 없다고 평가했다. 심지어 톨킨의 문학 토론 모임인 인클링스(Inklings)에서도 평가는 엇갈렸다. 휴고 다이선은 그의 작품에 강력하게 불평을 했는데 크리스토퍼 톨킨이 회고하기를 소파위에 누워서 쳐다보며 소리치기를 "오 하느님, 이제 요정은 그만"이라고 할 정도였다. 그러나 다른 동인인 C.S.루이스는 매우 다른 평가를 했는데 적기를, "여기에 당신의 마음을 뒤흔들 책이 있다."라고 했다. 이러한 엇갈리는 평가를 받고 1960년대까지 페이퍼백 판이 없었는데도 불구하고 반지의 제왕은 높은 판매고를 올렸다. 1957년에 반지의 제왕은 국제 판타지 상을 수상하였다. 여러 비판에도 불구하고 에이스 북스와 발렌타인에서의 출판은 반지의 제왕이 1960년대에 매우 유명해지는 데 기여하였다. 그 이후로 반지의 제왕은 여러 판매와 독자 조사에서 가장 유명한 소설로 뽑혔고 2003년 영국 BBC의 빅 리드(Big Read)조사에서 반지의 제왕은 "영국민이 가장 사랑하는 책"으로 조사되었다. 2004년에 독일과 호주에서 벌어진 조사에서도 반지의 제왕은 가장 인기있는 책으로 조사되었다. 1999년에 아마존 닷컴에서 실시한 고객조사에서 반지의 제왕은 최고의 "세기의 책"으로 뽑혔다.

## 각색 작품들

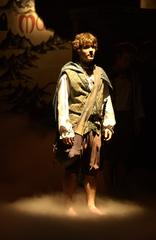
신시내티에서 공연된 반지의 제왕 뮤지컬에 나오는 프로도의 모습.

반지의 제왕은 여러 번에 걸쳐서 영화, 라디오, 극작품 등으로 각색되었다. 반지의 제왕은 라디오로 네 번 각색되었다. 1955년과 1956년에 영국 BBC는 12부작으로 이루어진 반지의 제왕을 방송했다. 1960년대에는 뉴욕의 라디오 방송 WBAI가 짧은 각색본을 제작하였다. 1979년에 드라마로 제작된 반지의 제왕이 미국 전역에 방송되었고, 그 후에 CD와 테이프로 만들어졌다. 1981년에 BBC는 26부, 각 반시간 분량으로 이루어진 반지의 제왕 드라마 각색본을 방송했다. 이 반지의 제왕 드라마 각색본은 곧 BBC와 다른 제작사에 의해 CD와 테이프로 제작되었다. 이것을 위해서 이 각색본은 13부, 각 한시간 분량으로 재편집되었는데 이 버전에서 나중에 피터 잭슨의 영화판에서 빌보로 출연하게 되는 이언 홈이 프로도를 연기했다.
세 개의 영화판이 만들어졌는데, 첫 번째는 《J.R.R. Tolkien's The Lord of the Rings》(1978)로 랠프 박시에 의해 만들어진 애니메이션이다. 두 번째는 《The Return of the King》(1980)으로 랜킨 배스(Rankin Bass)가 제작하였다. 세 번째는 피터 잭슨 감독의 실사판 반지의 제왕 삼부작으로 뉴라인 시네마(New Line Cinema)에서 제작된 반지의 제왕 영화 삼부작으로 《반지의 제왕: 반지 원정대》(2001), 《반지의 제왕: 두 개의 탑》(2002),《반지의 제왕: 왕의 귀환》(2003)의 세 작품으로 나뉘어 개봉하였다. 이 삼부작의 마지막 작품은 1997년의 《타이타닉》 다음으로 10억 달러 수입을 돌파한 영화이며 11개의 오스카상을 수상하였다. 이 실사판은 최근에 다시 대중의 관심을 불러일으켰다.
반지의 제왕은 극작품으로도 여러번 각색되었다. 2001년에서 2003년 사이에 오하이오 신시내티주에서 3부작으로 공연되었고, 2006년에는 토론토에서 2천 600만 달러의 제작비를 투입해 만든 새로운 반지의 제왕 뮤지컬이 공연되었다. 이 작품은 2007년에 약간의 수정을 거쳐서 런던에서 다시 초연되었고, 2011년부터는 영어권 국가 투어에 나선다.

## 반지의 제왕이 끼친 영향

### 판타지 장르
톨킨의 작품들, 특히 반지의 제왕은 1960년대를 정점으로 하여 큰 인기를 끌었고, 판타지 장르에 매우 큰 영향을 끼쳤다. 반지의 제왕이 출간된 이후로 이와 비슷한 책들이 많이 출간되었는데, 어슐러 르 귄의 어스시 시리즈가 대표적이다. 또한 환상문학뿐만 아니라 공상과학 장르 또한 반지의 제왕에서 많은 영향을 받았는데, 소설 작가인 프랭크 허버트나 아서 C. 클라크, 그리고 스타워즈의 제작자인 조지 루커스와 같은 사람들에게 영향을 끼쳤다. 1970년대에 인기가 높았던 RPG게임인 던전 앤 드래곤에서는 하프링(호빗을 칭하는 용어)과 엘프, 드워프, 하프엘프, 오크, 용과 같이 반지의 제왕에 나오는 종족들이 많이 등장한다. 그러나 이 게임의 디자이너인 게리 가이가스는 그는 이것이 단지 던전 앤 드래곤을 제작할 당시 높았던 반지의 제왕의 인기를 이용하려는 마케팅 전략의 일부였고, 자신 또한 반지의 제왕에서 영향을 받지 않았다고 주장했다. 하지만 던전 앤 드래곤이 그 이후에 출시되는 수많은 비디오 게임들에 매우 영향을 주었기 때문에 반지의 제왕은 울티마, 에버퀘스트, 또는 워크래프트 시리즈와 같은 비디오 게임에까지 영향을 미쳤다고 볼 수 있다. 이 외에도 반지의 제왕에 영향을 받은 문학 작품들을 많이 찾아볼 수가 있는데, 영어에서 반지의 제왕에서처럼 악의 제왕으로부터 마법세계를 구하기 위해 영웅들이 모험을 떠나는 줄거리의 작품들을 “톨키니스크(Tolkienesque-톨킨스러운)”라는 단어로 지칭하는 것은 반지의 제왕이 이 방면에 끼친 지대한 영향을 반증하는 것이라 할 수 있다. 또한 톨킨은 반지의 제왕에서 'elf'(요정)과 'dwarf'(난쟁이)의 복수형을 'elfs' 대신 'elves', 'dwarfs' 대신 'dwarves'로 자주 표현했는데, 작품이 인기를 얻음에 따라 이 표현 또한 많이 사용되기 시작하였다

### 음악
덴마크의 톨킨앙상블은 반지의 제왕에 나오는 모든 시와 노래들에 가락을 붙인 음반을 발매했다. 이 음반은 톨킨재단(Tolkien Estate)과 하퍼 콜린스(Harper Collins)의 공인을 받았다. 단순히 톨킨의 시구를 곡으로 만드는 것을 넘어서 많은 음악가들이 톨킨의 작품에서 영감을 얻은 음악들을 만들었다. 특히 1970년대의 록 밴드들은 당시의 반문화적 조류에서 비슷한 성격을 띤 환상 장르에 음악적으로 많은 영향을 받았는데, 영국의 70년대 록 밴드인 레드 제플린은 가장 직접적으로 톨킨 작품에서 영감을 얻은 그룹으로 잘 알려져 있다. 최근까지도 많은 록 밴드들이 톨킨의 영향을 받아서 중간계의 지명 또는 모르도르의 암흑어를 이름으로 사용한 밴드들이 있다. 아일랜드의 뉴에이지 음악가인 엔야는 1991년에 〈로스로리엔〉(Lothlórien)이라는 곡을 지었고, 피터 잭슨이 감독한 동명의 영화를 위해 〈메이 잇 비〉(May It Be-영어와 꿰냐로 불림)와 〈나는 원한다〉(Aníron-신다린으로 불림)를 작곡하고 불렀다.

## 등장인물
- 보로미르: 인간계 곤도르 왕국 섭정 데네소르의 장남. 반지 원정대의 일원
- 아라고른: 이실두르의 후계자이자 북부왕국의 계승자. 반지 원정대의 일원.
- 갈라드리엘: 엘프왕 핀웨의 아들인 피나르핀의 막내딸, 로리엔의 여군주
- 켈레보른: 로리엔의 군주, 갈라드리엘의 배우자
- 레골라스: 어둠숲 엘프군주 스란두일의 아들. 반지 원정대의 일원
- 엘론드: 에아렌딜과 엘윙 사이에서 태어난 반요정. 깊은골의 군주
- 아르웬 운도미엘: 엘프 군주 엘론드의 딸, 아라고른의 반려자
- 김리: 난쟁이 두린일족 글로인의 아들. 반지 원정대의 일원
- 간달프: 회색의 간달프. 이스타리 겸 마이아. 불의 반지(네냐)를 소유한 마법사. 반지 원정대의 일원. 다른 이름으로 미스란디르가 있다. 후에 백색의 간달프로 바뀐다.
- 사루만: 백색의 사루만. 이스타리 겸 마이아. 후에 타락한다. 백색회의의 수장.
- 프로도 배긴스(골목쟁이 집안 프로도): 호빗족 골목쟁이 집안 빌보의 조카이자 상속자. 반지 운반자. 반지 원정대의 일원.
- 샘와이즈 감지: 골목쟁이 집안의 호빗족 정원사. 반지 원정대의 일원.
- 페레그린 툭: 호빗족, 반지 원정대의 일원
- 강노루 집안 메리아독: 호빗족, 반지 원정대의 일원
- 나즈굴: 반지의 제왕에게 혼을 빼앗긴 9명의 인간 군주.
- 마술사왕(위치킹): 나즈굴의 리더, 모르도르 군대의 총지휘관
- 사우론: 모르고스의 수하, 암흑 군주.
- 골룸(스미골): 절대반지의 운반자를 이끈다. 중간에 두 가지 성격이 드러나는 인물이다.
- 파라미르: 데네소르의 둘째 아들이자 보로미르의 동생. 에오윈의 배우자
- 세오덴: 로한의 늙은 왕, 펠렌노르 평원 전투에서 전사한다.
- 에오메르: 세오덴의 조카, 로한의 [로히림]이라는 기마대를 이끄는 장군
- 에오윈: 에오메르의 여동생, 로한의 왕녀. 파라미르의 배우자
- 톰 봄바딜: 묵은숲의 수수께끼 남성
- 금딸기: 톰 봄바딜의 배우자, 묵은숲의 수수께끼 여성
- 임라힐: 돌 암로스의 영주
- 베레곤드: 곤도르 탑 수비대원
- 베르길: 곤도르 탑 수비대원 베레곤드의 아들
- 데네소르: 곤도르 섭정, 보로미르와 파라미르의 아버지
- 할바라드: 북부 두네다인 순찰자 대장
- 엘프헬름: 로한의 장군
- 간부리간: 드루아단 숲의 우오세 부족의 족장
- 나무수염: 팡고른 숲의 엔트족 연장자
- 브레갈라드: 팡고른 숲의 젊은 엔트
- 우글룩: 아이센가드 우르크-하이 대장
- 러츠 : 아이센가드 우르크-하이 대장
- 그리쉬나크: 모르도르 오크 대장
- 샤그랏: 키리스 웅골 검은 우르크 대장
- 고르바그: 미나스 모르굴 오크 대장
- 버터버: '프랜싱 포니'여관의 주인
- 빌보 배긴스: 호빗족. 프로도 배긴스의 양부. 옛 에레보르 원정대의 일원
- 뱀혓바닥(그리마): 사루만의 부하. 사루만을 배신하고 죽인다.
- 데아골: 호빗족 스미골의 친구. 절대반지 때문에 스미골(골룸)에게 죽는다.
- 글로인: 김리의 아버지. 옛 에레보르 원정대의 일원
- 두린의 재앙: 모리아에 있는 발로그. 회색의 간달프에게 죽는다.
- 과이히르: 안개산맥에 서식하는 독수리(만웨의 독수리)왕. 여러번 원정대를 구한다.
- 실롭: 키리스 웅골에 사는 거대한 거미. 프로도를 기절시킨다.
- 할디르: 로스로리엔 숲의 경비대장
- 라다가스트: 갈색의 라다가스트. 이스타리 겸 마이아
- 사우론의 입: 모르도르의 사자(使者). 검은 누메노르인이다.
- 다인 2세: 에레보르 난쟁이들의 왕. 다섯 군대 전투 참전.
- 감링: 로한의 장군. 세오덴의 근위대장
- 하마: 로한의 장군

## 한국어 번역본
- 동서문화사

- 구본 : 동서문화사의 아동 문학 전집인 ACE88 시리즈의 일부로 출간되었다. 반지의 제왕이라는 이름 대신 《머나먼 산, 강》 등의 이름으로 발매되었으며, 모두 6권이다.
- 신본 : 총 7권. 같은 출판사에서 이전에 출간했던 ACE88과 내용면에서 동일하다. 존재하지 않는 한국톨킨협회로부터 번역상을 수상했다는 거짓 주장으로 비난을 받았다. 반지의 군주 본편 이외에 0권으로 《호빗》을 함께 번역했으며, 부록은 없다.

- 성바오로 출판사 (1992년) : 《마술반지》라는 이름으로 번역되었으며, 원서에서 《반지 원정대》의 두 번째 부분에 해당되는 부분을 《두 개의 탑》으로 명명하는 등 각 분권의 명명에서 실수가 있다. 또한, 각 분권을 각 부로 착각하고 3권까지만 번역한, 불완전한 번역본이다.
- 예문

- 구판 (1991년) : 총 3권. ‘반지전쟁’이라는 이름으로 출판. 부록은 일부만 번역되어 있다.
- 신판 : 구판을 총 5권으로 분책하여 발행하였으며, 내용상 차이는 없다.

- 황금가지: 총 6권. 톨킨의 유족들로 구성된 재단(Tolkien Estate)과의 계약을 통해 정식 번역 허가를 받았으나, 이후 후속작 번역을 거부하여 허가가 취소되었다. 부록을 전체 번역했으나, 부록의 내용은 4권~6권에 나뉘어 있다.
- 씨앗을 뿌리는 사람 : 부록 1권을 포함하여 총 7권. 2007년 9월 현재, 유일한 공식 한국어 번역본이다. 최초로 톨킨 재단 마크를 삽입한 번역본이며, 이와 함께 처음으로 양장본이 출간되었다. 페이퍼백판에서는 부록을 별책으로 번역하였다.

## 같이 보기
- 실마릴리온
- 호빗
- 반지의 제왕 영화 삼부작 - 동명 소설을 원작으로 하는 3부작 영화
- 반지의 제왕 온라인: 어둠의 제국 앙그마르 - 동명 소설을 원작으로 하는 온라인 게임
- 중간계에 나오는 고유명사의 목록